# 6501 Isonzo
6501 Isonzo è un asteroide della fascia principale. Scoperto nel 1993, presenta un'orbita caratterizzata da un semiasse maggiore pari a 2,320682 UA e da un'eccentricità di 0,120724, inclinata di 6,512290° rispetto all'eclittica. Ha un diametro di 2,455 km, un periodo di rotazione di 6,10592 ore e un'albedo di 0,509.
Fa parte della famiglia di asteroidi Vesta.
L'asteroide è dedicato al fiume Isonzo, che scorre a breve distanza dall'osservatorio. 